# Hoplitis ahrensi
Hoplitis ahrensi är en biart som först beskrevs av Popov 1962.  Hoplitis ahrensi ingår i släktet gnagbin, och familjen buksamlarbin. Inga underarter finns listade i Catalogue of Life.